# Lycaste brevispatha
Lycaste brevispatha är en orkidéart som först beskrevs av Johann Friedrich Klotzsch, och fick sitt nu gällande namn av John Lindley och Joseph Paxton. Lycaste brevispatha ingår i släktet Lycaste och familjen orkidéer. Inga underarter finns listade i Catalogue of Life.